# По следите на изгубеното време
„По следите на изгубеното време“ (на френски: À la recherche du temps perdu) е роман в седем тома на френския писател Марсел Пруст, публикуван между 1913 и 1927 година.
Книгата е смятана за най-значимото произведение на Пруст и е известна както със своя обем, така и с темата за неволната памет. Текстът следва разказвача в неговите спомени от детството и юношеските му преживявания във Франция от края на XIX и началото на XX век, като същевременно разглежда загубата на време и отсъствието на смисъл на света.
Романът започва да се оформя към 1909 година и Пруст продължава да работи върху него до смъртоносната си болест през есента на 1922 година. Още в началото той определя общата структура на книгата, но и след първоначалното приключване на цели томове той продължава да добавя нов материал и да редактира том след том. Последните три от седемте тома съдържат общи бележки и фрагментарни или недооформени откъси, тъй като са написани от автора само като чернова и са публикувани под надзора на неговия брат Робер Пруст.

## Части
1. Du côté de chez Swann (1913)
Към Свана: В търсене на загубеното време, изд. „Съгласие“ (1931), прев. Мара Сеизова-Юрукова
Пътуване към Суан, изд.: „Народна култура“, София (1975), прев. Лилия Сталева
На път към Суан, изд.: „Народна култура“, София (1984), прев. Лилия Сталева
2. À l'ombre des jeunes filles en fleurs (1919) – награда „Гонкур“
Запленен от момичетата в цвят, изд.: „Народна култура“, София (1984), прев. Лилия Сталева
3. Le Côté de Guermantes (1920-1921)
Обществото на Германт – в 2 тома, изд.: „Фама“, София (1992), прев. Мария Георгиева
4. Sodome et Gomorrhe I et II (1921-1922)
Содом и Гомор – 2 тома, изд.: „Панорама“, София (2002), прев. Мария Георгиева
5. La Prisonnière (1923)
6. Albertine disparue (1925)
7. Le Temps retrouvé (1927)